# Чемпіонат світу з трекових велоперегонів 1959
Чемпіонат світу з трекових велоперегонів 1959 проходив з 8 по 13 серпня 1959 року в Амстердамі, Нідерланди. Усього на чемпіонаті розіграли 8 комплектів нагород — 6 у чоловіків та 2 у жінок.

## Медалісти

### Чоловіки
Професіонали
| Дисципліна                         | Золото           | Срібло        | Бронза      |
| Спринт                             | Антоніо Маспес   | Мішель Руссо  | Ян Дерксен  |
| Індивідуальна гонка переслідування | Роже Рив'єр      | Альбер Буве   | Жан Бранкар |
| Гонка за лідером                   | Гільєрмо Тімонер | Вальтер Бухер | Норберт Кох |

Аматори
| Дисципліна                         | Золото               | Срібло           | Бронза        |
| Спринт                             | Валентіно Ґаспарелла | Санте Ґаярдоні   | Андре Грюше   |
| Індивідуальна гонка переслідування | Руді Альтіг          | Маріо Валлотто   | Віллі Трепп   |
| Гонка за лідером                   | Арі ван Хаувелінген  | Бернар Десконінк | Лотар Майстер |

### Жінки
| Дисципліна                         | Золото           | Срібло              | Бронза         |
| Спринт                             | Галина Єрмолаєва | Валентина Максимова | Джин Данн      |
| Індивідуальна гонка переслідування | Беріл Бертон     | Еслі Якобс          | Любов Кочетова |

## Загальний медальний залік
| Місце  | Країна          | Золото | Срібло | Бронза | Загалом |
| ------ | --------------- | ------ | ------ | ------ | ------- |
| 1      | Італія          | 2      | 2      |        | 4       |
| 2      | Франція         | 1      | 3      | 1      | 5       |
| 3      | СРСР            | 1      | 1      | 1      | 3       |
| 4      | Нідерланди      | 1      |        | 2      | 3       |
| 5      | Велика Британія | 1      |        | 1      | 2       |
| 6      | ФРН             | 1      |        |        | 1       |
| 6      | Іспанія         | 1      |        |        | 1       |
| 8      | Швейцарія       |        | 1      | 1      | 2       |
| 9      | Люксембург      |        | 1      |        | 1       |
| 10     | Бельгія         |        |        | 1      | 1       |
| 10     | НДР             |        |        | 1      | 1       |
| Всього | Всього          | 8      | 8      | 8      | 24      |